# شهرستان کلمبیا (نیویورک)
شهرستان کلمبیا (به انگلیسی: Columbia) واقع در ایالت نیویورک است. جمعیت این شهرستان بر اساس سرشماری سال ۲۰۱۰ آمریکا ۶۳۰۹۶ نفر گزارش شده‌است. مرکز شهرستان کلمبیا شهر هودسن است.این شهرستان در سال ۱۷۸۶ بنیانگذاری شده‌است و نام آن برگرفته از شکل مؤنث نام کریسفت کلمب است که در زمان شکل گیری این شهرستان نام متداولی در ایالات متحده آمریکا بود.